# Xylocopa esica
Xylocopa esica är en biart som beskrevs av Peter Cameron 1902.
Xylocopa esica ingår i släktet snickarbin och familjen långtungebin. Inga underarter finns listade i Catalogue of Life.